# 布里奥 (汝拉省)
布里奥（法語：Briod，法語發音：[bʁijo]）是法国汝拉省的一个市镇，属于隆斯勒索涅区。

## 地理
布里奥（46°39'37"N, 5°37'25"E）面积4.04 平方千米，位于法国勃艮第-弗朗什-孔泰大區汝拉省，该省份为法国东部内陆省份，北起上索恩省，西北接科多尔省，西临索恩-卢瓦尔省，南至安省，东与杜省和瑞士接壤。
与布里奥接壤的市镇（或旧市镇、城区）包括：佩里尼、孔列日、欧特罗什、皮布利、沃维。

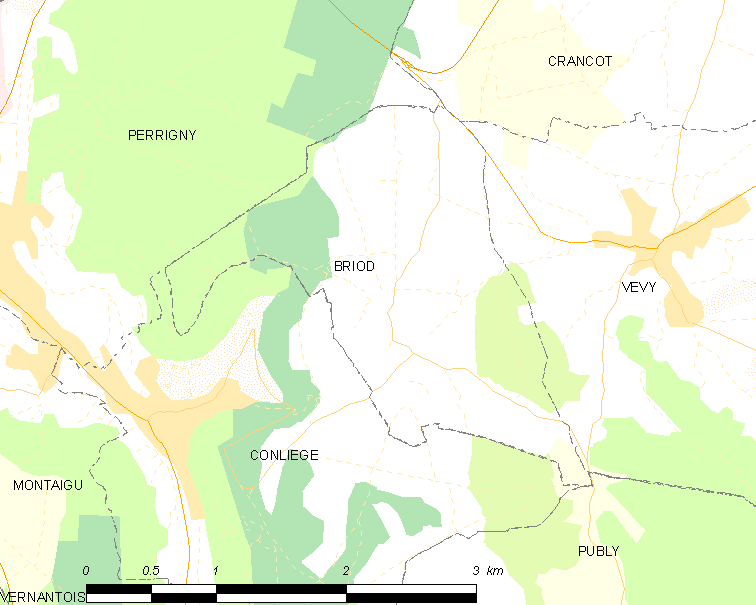
的OSM定位图

布里奥的时区为UTC+01:00、UTC+02:00（夏令时）。

## 行政
布里奥的邮政编码为39570，INSEE市镇编码为39079。

## 政治
布里奥所属的省级选区为波利尼县。

## 人口

1962-2008年间人口变化图示

布里奥于2022年1月1日时的人口数量为211人。